# 锤子科技
锤子科技（全稱：锤子科技（北京）股份有限公司／北京锤子数码科技有限公司）是中国的移动设备研制与软件开发企业，創始人罗永浩，成立于2012年5月15日，最早以手機為主要產品，是首家發明碎屏險等手機意外修復服務以及推出Smartisan OS而起步的公司。2019年上旬，錘子科技出現經營危機後，被字節跳動收購堅果手機業務。但在2021年1月13日，字节跳动小范围宣布，原锤子科技团队组建的新石实验室，不再研发坚果手机、TNT显示器等其他无关产品。

## 名称
锤子科技的英文名「Smartisan」是由「Smart」和「Artisan」组合而成的合成词，意为「智能手机时代的工匠」。而中文名、图形商标中的「锤子」则是工匠的工具，寓意「崇拜工匠精神」。

## 沿革
- 2012年5月15日，「锤子科技（北京）有限公司」成立。
- 2012年6月，「北京锤子数码科技有限公司」成立，是锤子科技子公司。
- 2013年3月27日，锤子科技推出Smartisan OS。[3]
- 2014年5月20日，锤子科技发布Smartisan T1，以及推出「Smartisan OS 1.0」。
- 2015年8月25日，锤子科技发布坚果手机，以及推出「Smartisan OS 2.0」。锤子科技获得了20多亿元估值，并在最新一轮融资中获得了5亿元现金。由于场地比以前大，门票收入将会成立「Smartisan公益基金」。[4][5]
- 2015年12月29日，锤子科技发布Smartisan T2。[6]
- 2016年7月，锤子科技确认公司首席技术官钱晨已从公司退休。继任者为曾在华为荣耀任职的吴德周。[7]
- 2016年10月18日，锤子科技发布Smartisan M1/M1L，以及推出「Smartisan OS 3.x」。
- 2017年5月9日，锤子科技发布坚果Pro，以及推出「Smartisan OS 3.6」。[8]
- 2017年6月23日，锤子科技在成都成立分公司：成都锤子科技集团有限公司，由成都市政府投入资金支持。
- 2017年11月7日，锤子科技发布坚果Pro2，以及推出「Smartisan OS 4.1」。
- 2018年4月9日，锤子科技发布坚果3。
- 2018年5月15日，锤子科技于鸟巢发布坚果R1与坚果TNT工作站，此外发布“子弹短信”聊天软件。
- 2018年8月20日，锤子科技于北京凯迪拉克中心发布坚果Pro2s，“子弹短信”在 iOS和Android平台开放下载。
- 2018年11月6日，锤子科技发布“大卫和希瑞”智能音箱，畅呼吸加湿器和地平线8号旅行箱，坚果R1推出孔雀蓝色。
- 2019年3月5日，聊天宝（原“子弹短信”）团队解散。[9][10]
- 2019年3月8日，优点科技宣布收购畅呼吸团队。[11]
- 2019年3月28日，罗永浩不再担任锤子软件(北京)有限公司法人代表。[12]
- 2019年4月25日，Smartisan OS官方新浪微博的认证信息被发现从锤子科技更改为字节跳动旗下的北京大眼星空科技有限公司。[13]子公司锤子软件发生工商变更，法定代表人由罗永浩变更为温洪喜，部分锤子科技员工已改签劳动合同到字节跳动。
- 2019年6月20日，工商資料顯示罗永浩不到两月质押8次股权抵債，达377.5万元人民幣，皆為合作廠商由於拖欠對方貨款、研發款所以抵押股權，但證券日報訪到其中一間猎户星空公司的人員表示羅目前只有股權能拿出來所以只好先拿些東西在手上勝過沒有，但沒有意願要「接盤」锤子或加入經營[14]。
- 2019年11月1日，原錘子科技COO、現字節跳動新石實驗室總裁吳德周在北京發佈堅果pro 3系列手機，並對外公佈了手機團隊在字節跳動的定位。吳德周首先對堅果和字節跳動的關係做出澄清。他表示，2019年初堅果手機整個團隊加入字節跳動，並成立新石實驗室。除了羅永浩以外，堅果手機的所有的軟硬件核心人員都隨之進入字節跳動。字节跳动仅从锤子方面收购了坚果手机资产，空气净化器“畅呼吸”和行李箱“地平线”等资产仍然为锤子科技所有。罗永浩仍然是锤子科技CEO[15]。
- 2020年10月20日坚果科技在北京市五棵松·M空间举办，正式发布坚果年度 5G旗舰手机坚果 R2[16]。
- 2021年1月13日，字节跳动小范围宣布，原锤子科技团队组建的新石实验室，并入 Musical.ly 原创始人阳陆育负责的教育硬件团队。之后，字节跳动的硬件团队由阳陆育统一负责，向字节跳动高级副总裁、教育业务负责人陈林汇报。在业务上，合并后的硬件团队将聚焦教育领域，不再研发坚果手机、TNT 显示器等其他无关产品[2]。

## 危机
從公司成立伊始作為一家網路崛起的新創企業，財務問題就是縈繞不去的風雲，然而國產圈的業界輿論對於其新創態度是有所包容，有三四年的時間社會以寬容角度看待未有太多輿論。
直到2018年10月15日，有媒体报道锤子成都分公司已经解散。但随后锤子科技发表声明称该消息不实，实情为「技术人员整合」成都公司经营状况良好。然而有媒体实地探访锤子成都总部，发现诺大的办公楼里，大量办公桌椅处于空置状态。
2018年11月13日有锤子北京办公室外橫拉“欠钱不还”横幅要債的照片在網上流傳，目擊者表示有供應商貨款結不清上門要錢，但公司內警衛和一些人出來調解後横幅先撤下。資料顯示从2012年成立的天使轮到2018年8月份的10亿，锤子科技经历了6次融资，募集资金将近17亿元人民币，但这17亿人民幣资金對於手機行業也只是杯水车薪。苏宁云商2016年年度报告等第三方報告多次曝光錘子每年平均虧損4億，2015年4.62億、2016年4.28億，其他年份預計不會差太多而2018前三季也是負值結算數字未知。
有媒体發現京东購物網每个月的回款占到锤子现金流的60%以上，现在每个月回款越来越少，不够员工开支，据说要裁掉40%的员工。而內部員工稱羅永浩发布会上台前，要吃抗抑郁药，例如2017年5月9日坚果Pro发布会上他用抖音說出「有一天会有很多人用我们的手机，多到连傻逼都在用的时候……」被大股東打電話抗議為何說出“傻逼都在用”，他表示後悔並推給抑郁药後遺症。子弹短信曾是锤子的一個意外爆款軟體，2018年夏季新品发布会上推出仅10天，用户下載突破400万，羅永浩曾意圖藉此大舉向外融資彌補缺口，3天融资1.5亿被认为向“微信”挑战应用。但事与愿违随后子弹短信就因图片版权问题惨遭下架，用户新鲜感褪去如昙花一现，活跃度陷入冷清。軟體界評價稱子弹短信其實沒有太多技術內涵只是一種軟體撰寫和伺服器運作技巧讓其可以有一定幅度規避政府對網路的及時掃描，讓一些色情訊息和違法訊息在網上流傳吸引了一些好奇人群，但終究是難以見容於政策面而活不久的東西。
动点科技網訪問被裁的锤子员工，他表示公司內部人事管理問題大，「许多比自己差的人都没被裁，且擺開個人不談其實「非錘粉」的員工離職率一直高，錘粉則有一種不要錢也願意幹的心態所以什麼都能忍而比較能留下，而金錢方面雖然自己沒被欠薪但離職至今之前的一些業務開銷報帳卻還是拖欠狀態。」網易科技的報導則顯示锤子销售部的新負責人能力不足，將最重要的合作方京东許多人得罪，而老羅的事後處理也讓京东開始不滿，产业链上的人士表示由于销售不佳，锤子科技欠京东金融和代工厂大约4至5亿元人民币。在2018年锤子鸟巢发布会上與老羅一向關係好的闫小兵(京东高级副总裁)臉色難看，直到发布会结束，都没有宣布先前炒作的锤子与京东合作书，甚至投影片都没有展示。
销售人员透露給記者，2018年8月锤子在京东的手机销量不足2万台。而坚果TNT工作站在網上被評為「偽創新」的聲量不絕於耳，首先其類似概念微軟三四年前就已提出，其次「工作站」這一術語是電腦界有專指用途，坚果TNT只是一個連接手機的觸控螢幕與工作站不搭邊，所以羅永浩極大熱情的在台上介紹這一自稱革命產品，台下的人则面面相覷。
最後堅果TNT只有死忠錘粉預定一百多台，稀少產量讓工廠拒絕開工，而這些訂戶也拿不到貨，有媒体人評價這也是錘子根源性問題：罗永浩極度自負也夢想遠大但似乎沒有同等巨大的資金池和技術創新力，一開始靠著一種「中國工匠精工夢」意識形態和言語迎合網路青年叛逆風吸了一群粉丝，這些鐵粉有點能力的當了員工，其他當了消費顧客，但意識形態總有燒盡一天最終市場將檢驗你的技術硬實力，目前錘子充其量只有APP創作或改寫能力，還是一家組裝上游供應商現貨的品牌廠階段，工匠精神體現在外殼打造上，然而手機外殼其實能做的變化已很少，現在自動化加工技術也讓每家廠商其實外殼工藝差別不大，別牌不見得「不精工」到哪去。
有数据估计錘子從最繁盛到危機的約五年間，手機共有八款而多年加总销量不超过300万台，与竞争对手相比，锤子在代工鏈上就将會失去議價能力和新零件新科技的獲取能力之類的恶性循環。
堅果手機最終被字節跳動併購并于2021年1月13日宣布放弃手机业务。

## 产品

### 硬件

#### 空气净化类
- 畅呼吸智能空气净化器
- 畅呼吸智能加湿器

#### 工作站
- 坚果TNT工作站

#### 配件
- Smartisan S-1000耳机
- Smartisan S-1000 Bass耳机

### 软件
- Smartisan OS

| 韌體版本         | 系統版本        | 最新版本    | 釋出日期       |
| ---------------- | --------------- | ----------- | -------------- |
| Smartisan OS 1.0 | Android 4.4     | 1.0         | 2014年5月20日  |
| Smartisan OS 2.0 | Android 4.4     | 2.0         | 2015年8月26日  |
| Smartisan OS 2.5 | Android 4.4-5.1 | 2.5         | 2015年12月29日 |
| Smartisan OS 3.0 | Android 4.4-6.0 | 3.7.2       | 2016年8月18日  |
| Smartisan OS 4.1 | Android 7.0-7.1 | 4.2.6       | 2017年8月18日  |
| Smartisan OS 6.0 | Android 7.1-8.1 | 6.1.4       | 2018年5月15日  |
| Smartisan OS 6.6 | Android 8.1     | 6.6.6.1_TNT | 2018年5月15日  |

- 聊天宝（原子弹短信）